# Бруннер, Фрэнк
Фрэнк Бруннер (англ. Frank Brunner; род. 21 февраля 1949) — американский художник.

## Ранние годы
Вместе с Ларри Хамой и Ральфом Ризом Фрэнк Бруннер обучался в Высшей школе искусства и дизайна. Затем он учился при Нью-Йорском университете.

## Карьера

### Комиксы
Фрэнк Бруннер сделал несколько комиксов для Marvel.

### Кино и телевидение
Переехав в Голливуд, Бруннер работал над проектами таких компаний, как Hanna-Barbera, Walt Disney Imagineering, Warner Bros. и DreamWorks.

## Награды
За свою работу в индустрии комиксов Фрэнк Бруннер получил премию Inkpot Award в 1976 году.